# Vicente Hernández Hernández
Vicente Hernández Hernández (nacido el 9 de noviembre de 1971 en Batabanó, La Habana) es un pintor, escultor y grabador cubano. Sus obras son alegóricas a sus raíces y han sido interpretadas a través del surrealismo barroco, realismo mágico y real maravilloso.

## Carrera
Hernández ha participado en ferias internacionales de arte en América, Europa y Asia. Ha realizado exposiciones personales y colectivas alrededor del mundo. Su obra ha estado presente en las subastas de arte latinoamericano de Sotheby´s, Christie´s y Phillips, en New York, y aparece reseñada en libros, revistas, periódicos y catálogos de arte.
Además de su trabajo en el estudio, Hernández ha participado en proyectos comunitarios y de ambientación urbana. Ha ofrecido charlas y conferencias en universidades de su país y en los Estados Unidos.

## Reconocimientos
Las piezas de Hernández se encuentran en colecciones privadas en Estados Unidos, México, Marruecos, Francia, Perú, España, Italia, República Dominicana, entre otros, y en museos de Estados Unidos, Francia, Cuba y Brasil. Ha recibido premios y menciones, y ha colaborado en proyectos.

## Afiliaciones
Es miembro de la Unión de Escritores y Artistas de Cuba (UNEAC).

## Educación
Hernández estudió en la Escuela Elemental de Artes Plásticas de su provincia de 1983 a 1986. En 1994 se graduó en el Instituto Superior Pedagógico Enrique José Varona.